# 王处直墓

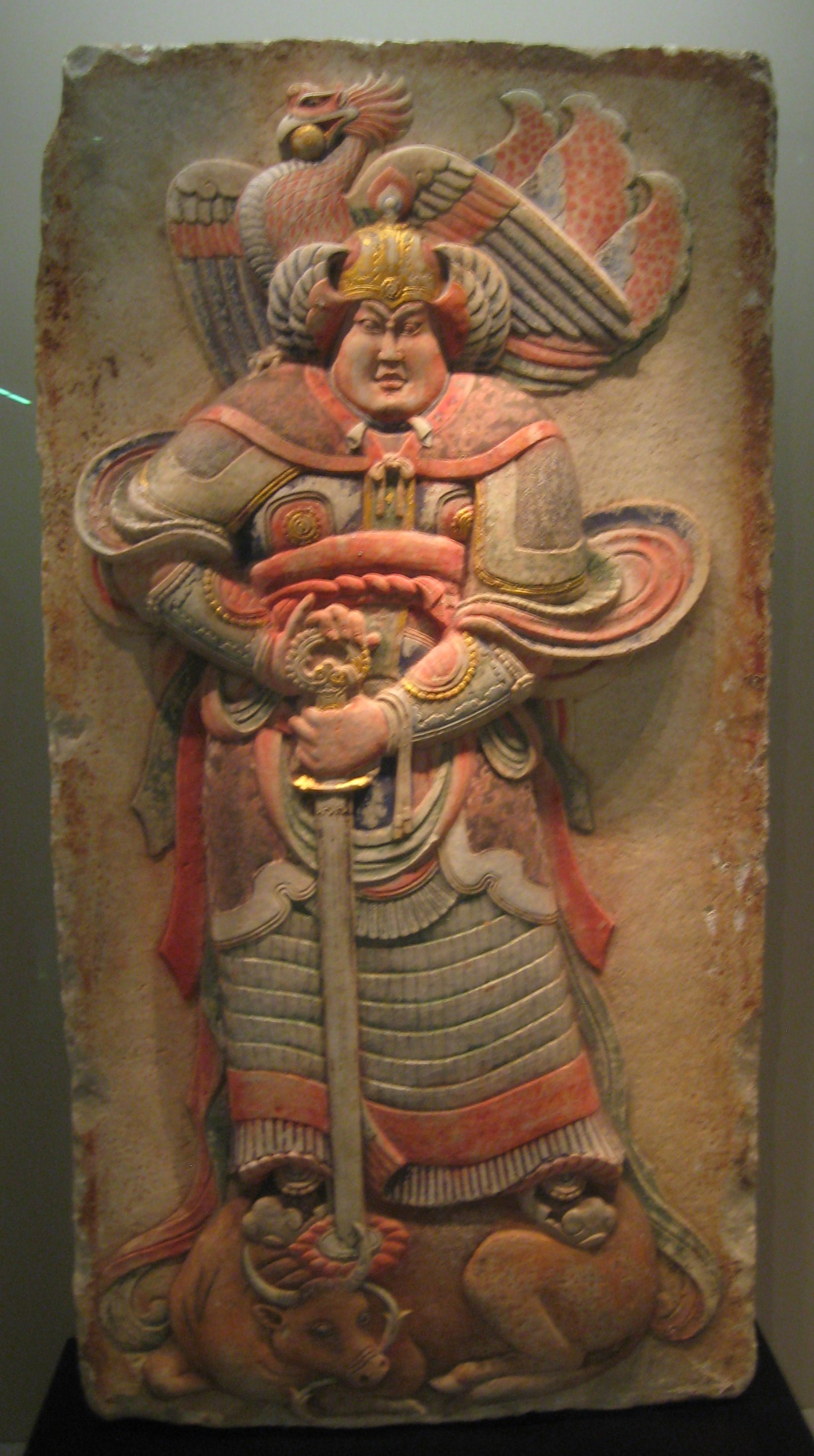
展示于中国国家博物馆的王处直墓的石头浮雕

王处直墓，唐朝末年和五代后梁义武军节度使王处直（863年—923年）之墓。它于1980年在中国河北省曲阳县灵山镇燕川村被重新发现。
因墓内含富有历史价值的壁画和浮雕，于1994年7月被盗掘。小偷们用炸药炸出入墓的道路，移除了几处彩色大理石浮雕板。1995年该墓被正式发掘。其中一块板2000年在克里斯蒂的纽约精品瓷器、油画和艺术品拍卖目录中出售。应中国要求，它被美国海关缴获，2001年，被盗的板被归还中国，现被展示于北京的中国国家博物馆。王处直墓原为河北省文物保护单位，2013年3月5日，列入第七批全国重点文物保护单位（古墓葬）。

## 浮雕
两座大理石浮雕上画着一组由15位仆人和侍女组成的管弦乐队。它提供了晚唐时期关于上层音乐品味的信息。

## 女子管弦乐器
乐队中有12人。前排有5个女人，从右到左分别演奏箜篌、古筝、琵琶、拍板和大鼓，后排7个女人分别演奏笙、方响、答腊鼓、两筚篥、两横笛或笛子。前排在最右边是一位女指挥，她打扮得像个男人，前面有两个孩子在跳舞。

## 畫廊

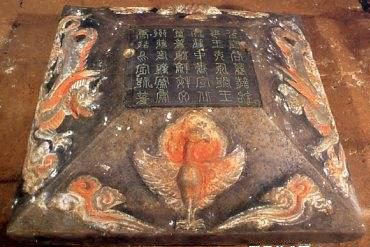
王處直墓的墓誌銘
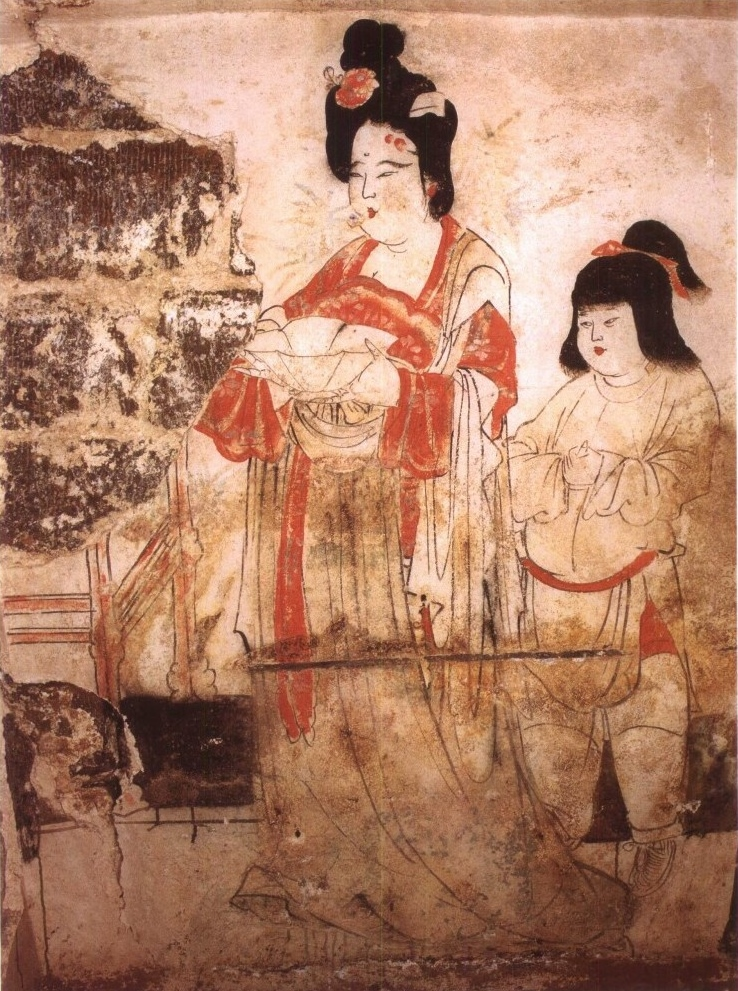
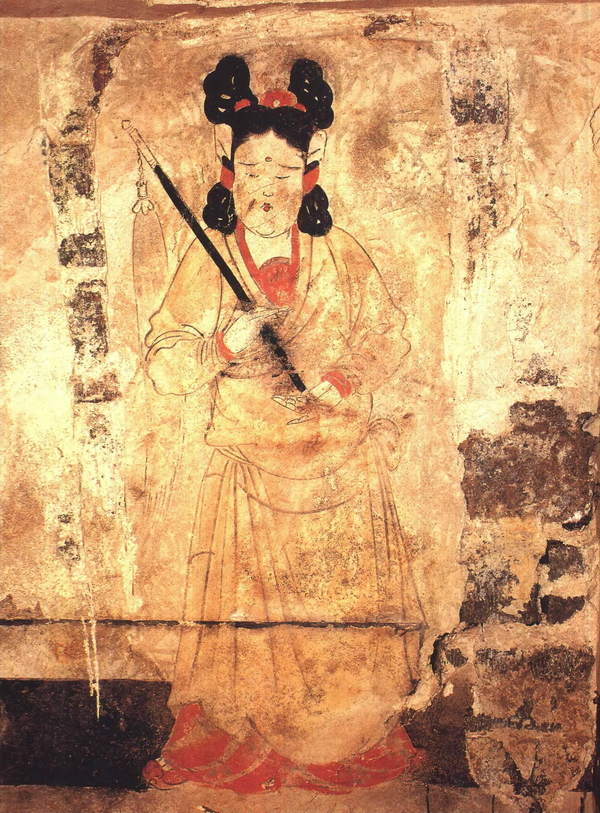
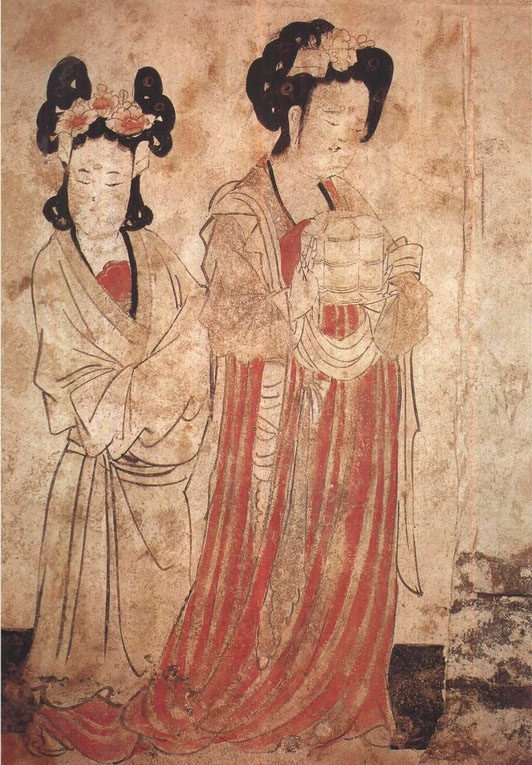
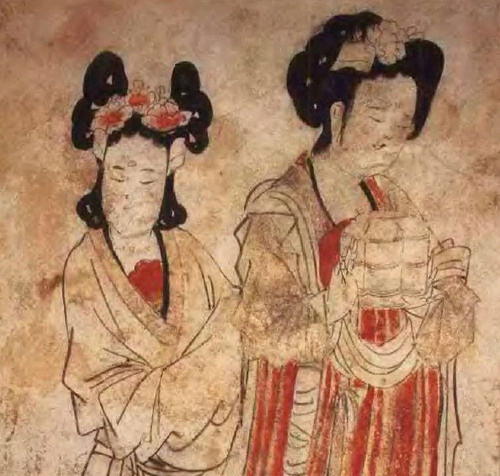
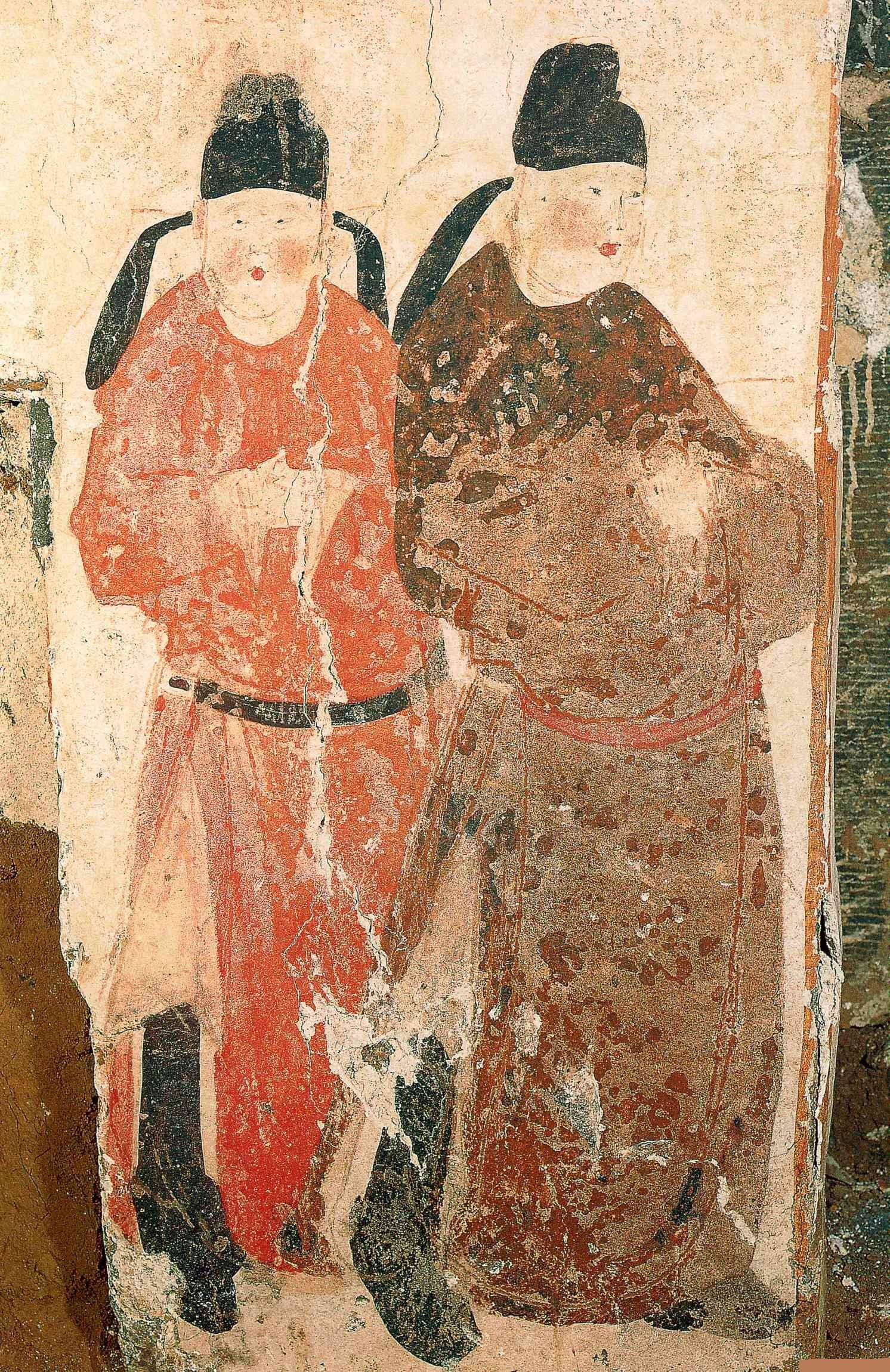
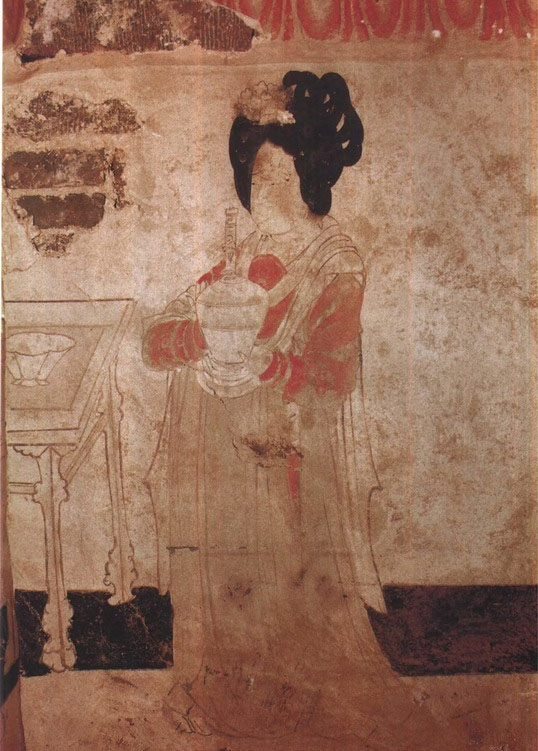
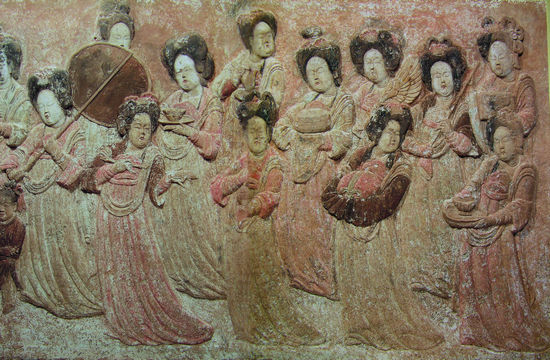
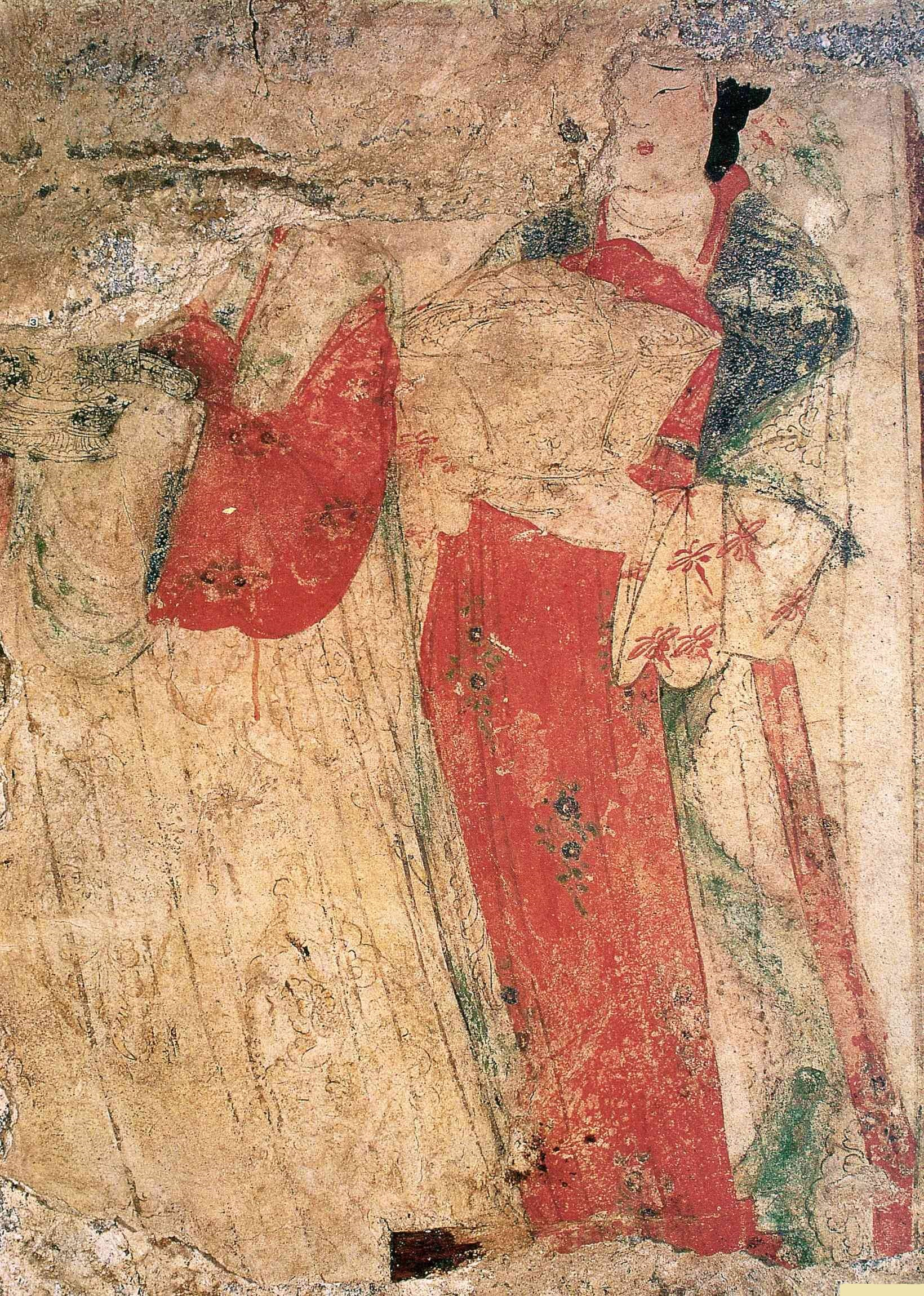
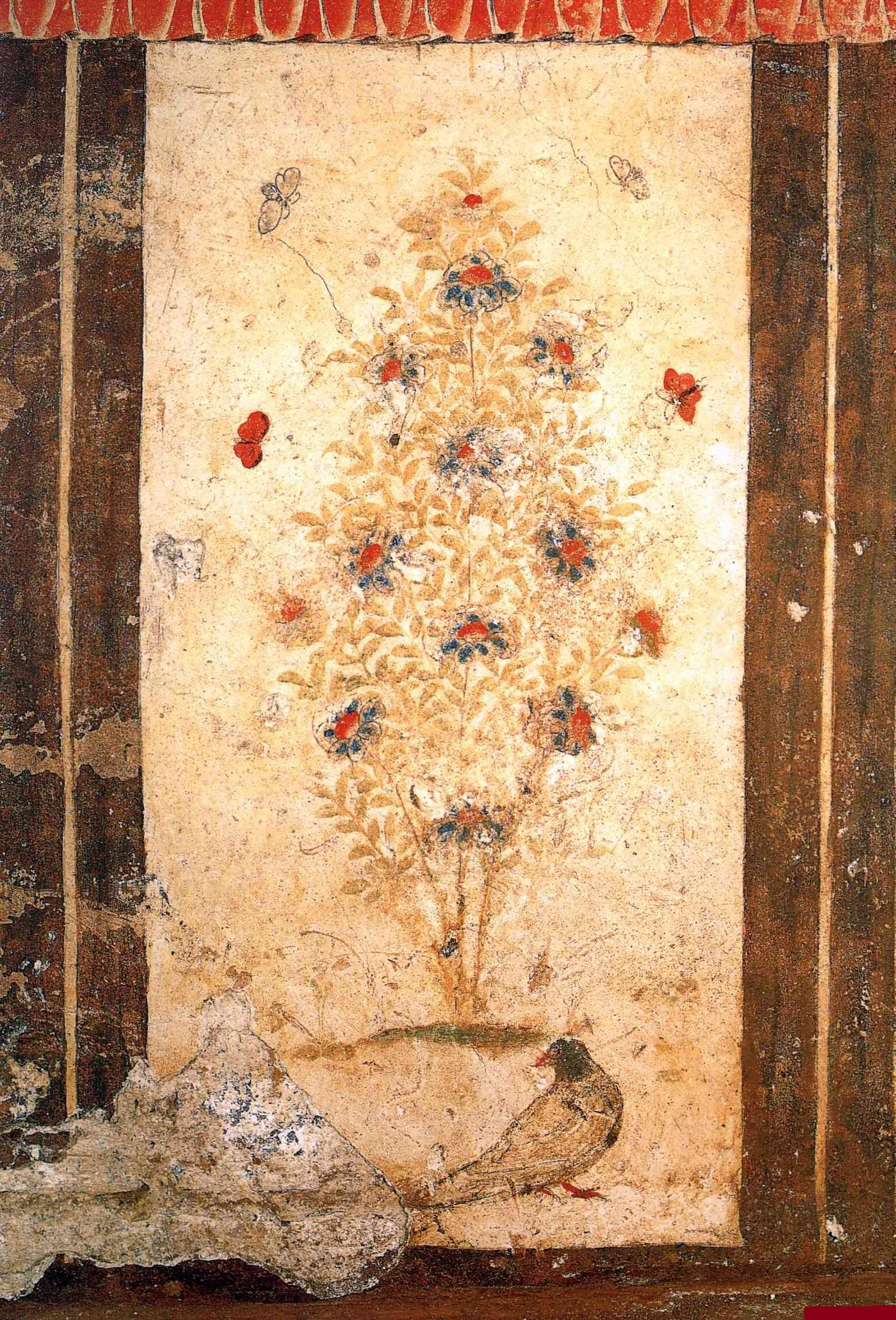
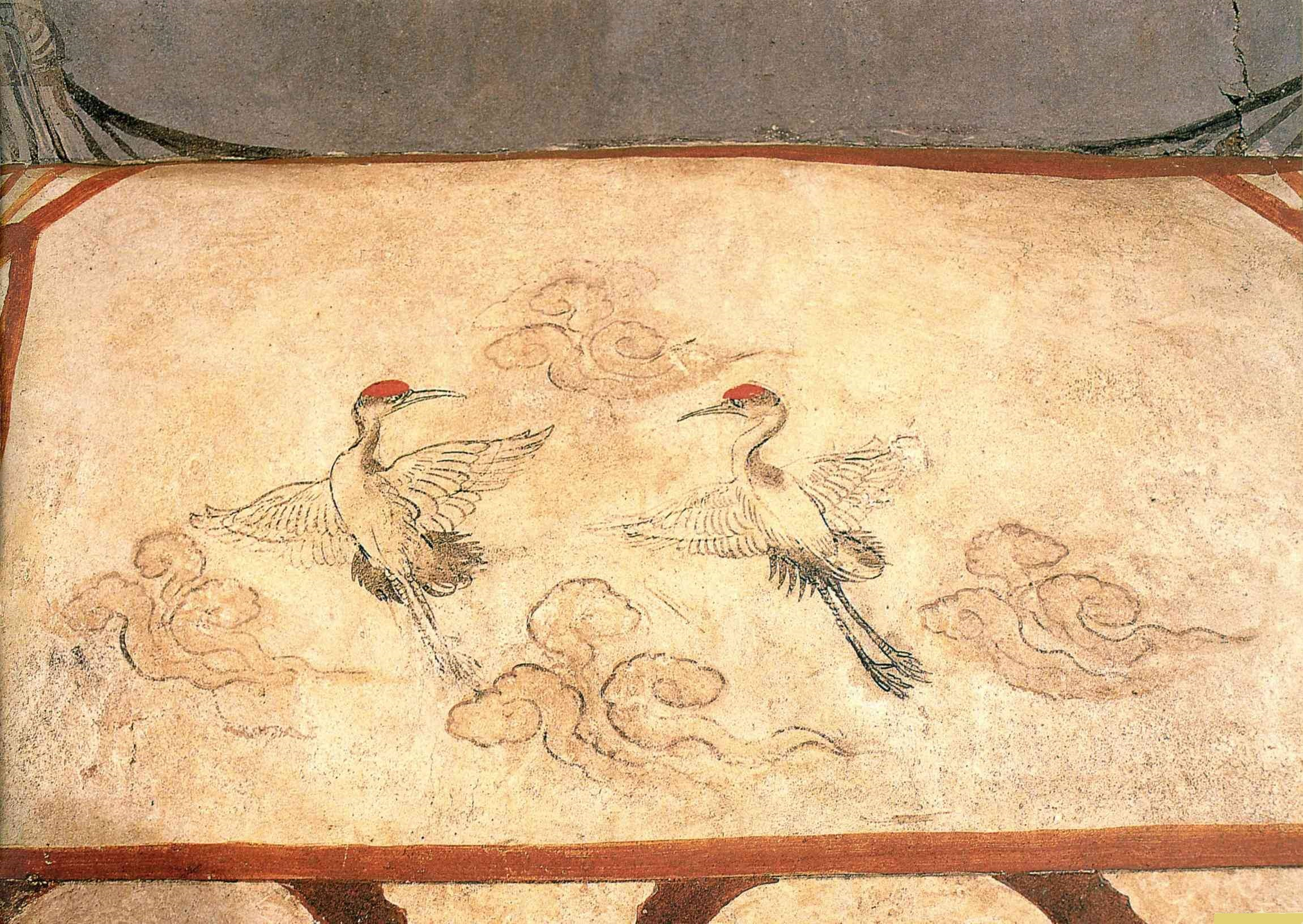
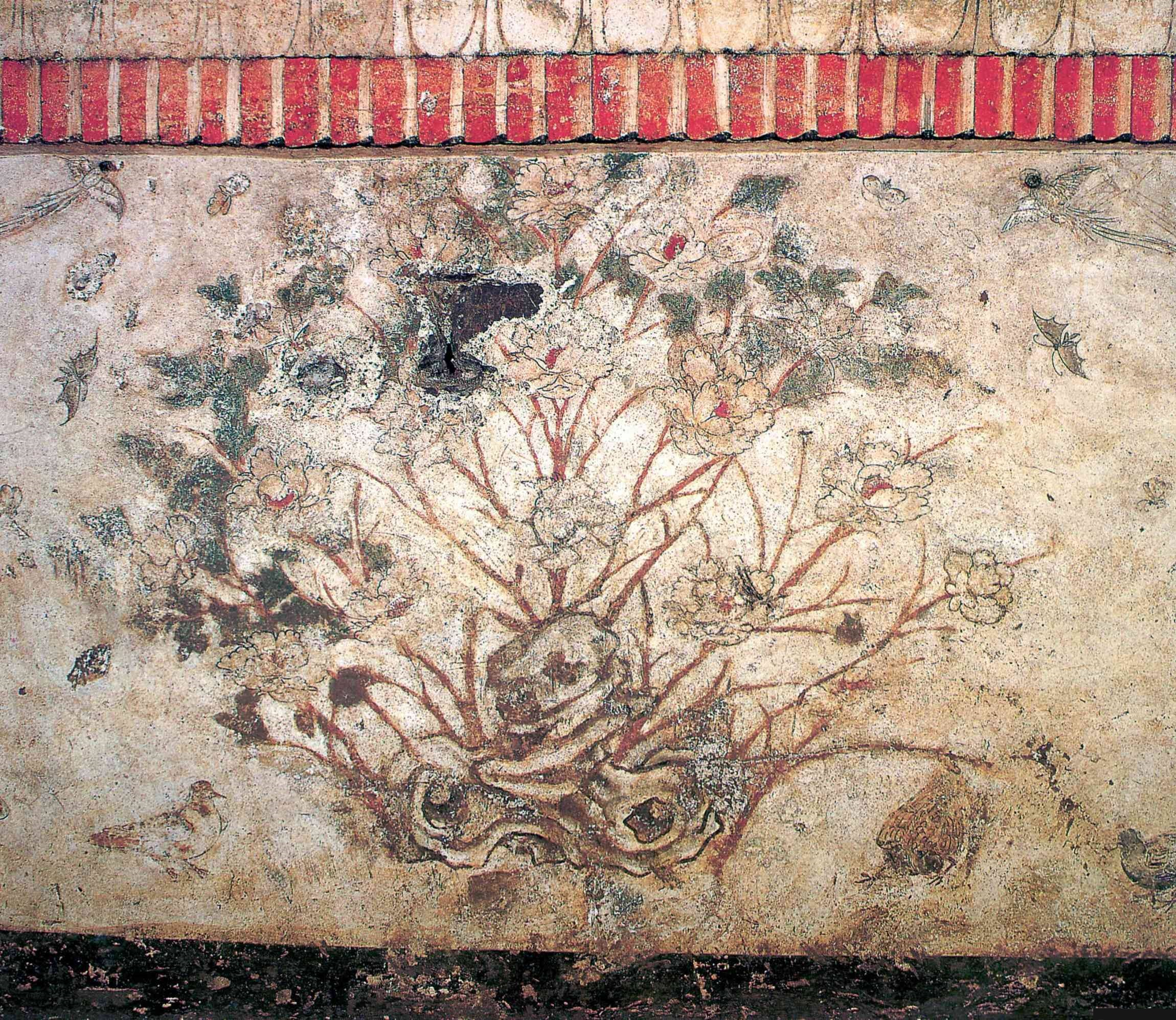
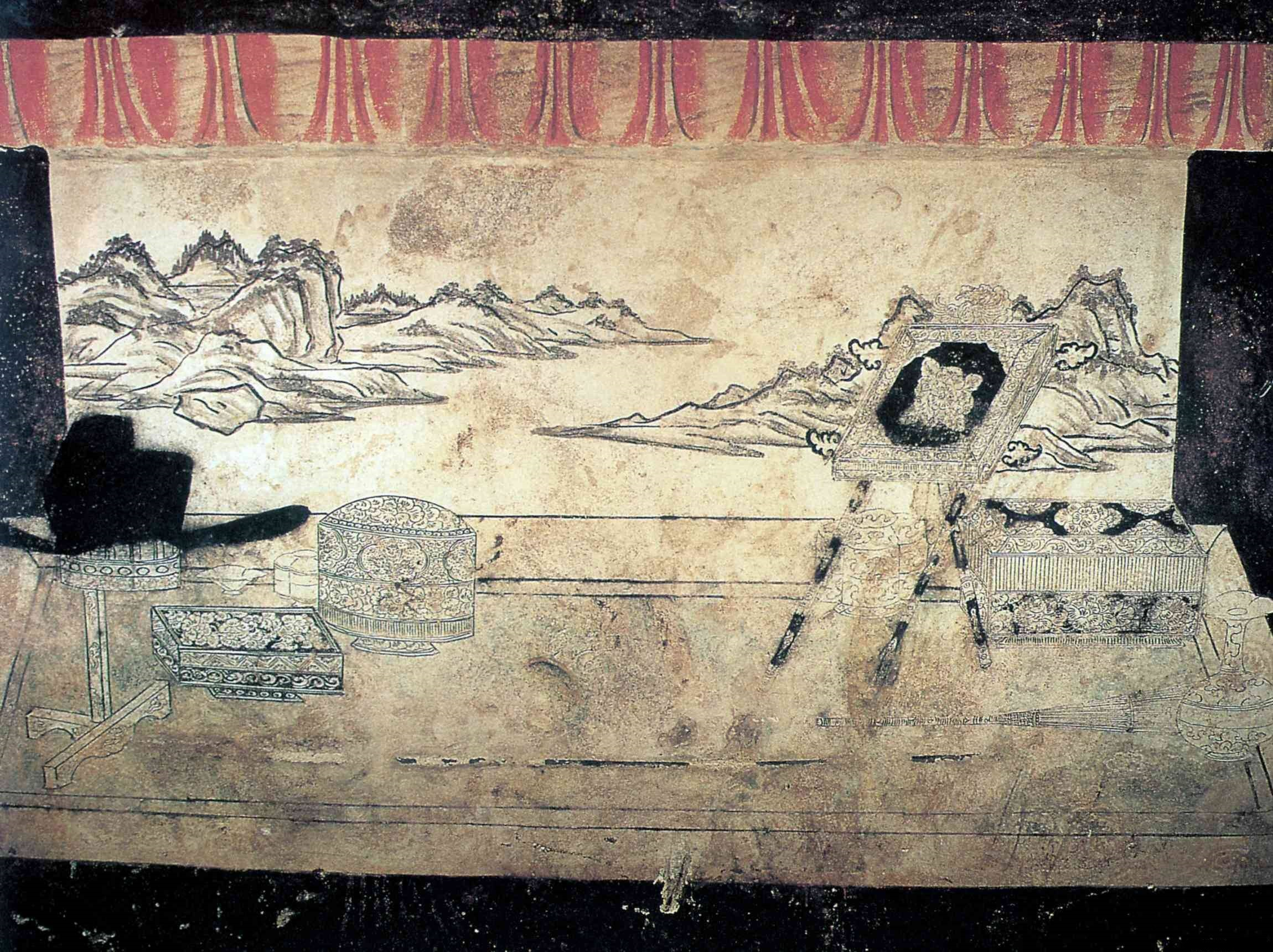
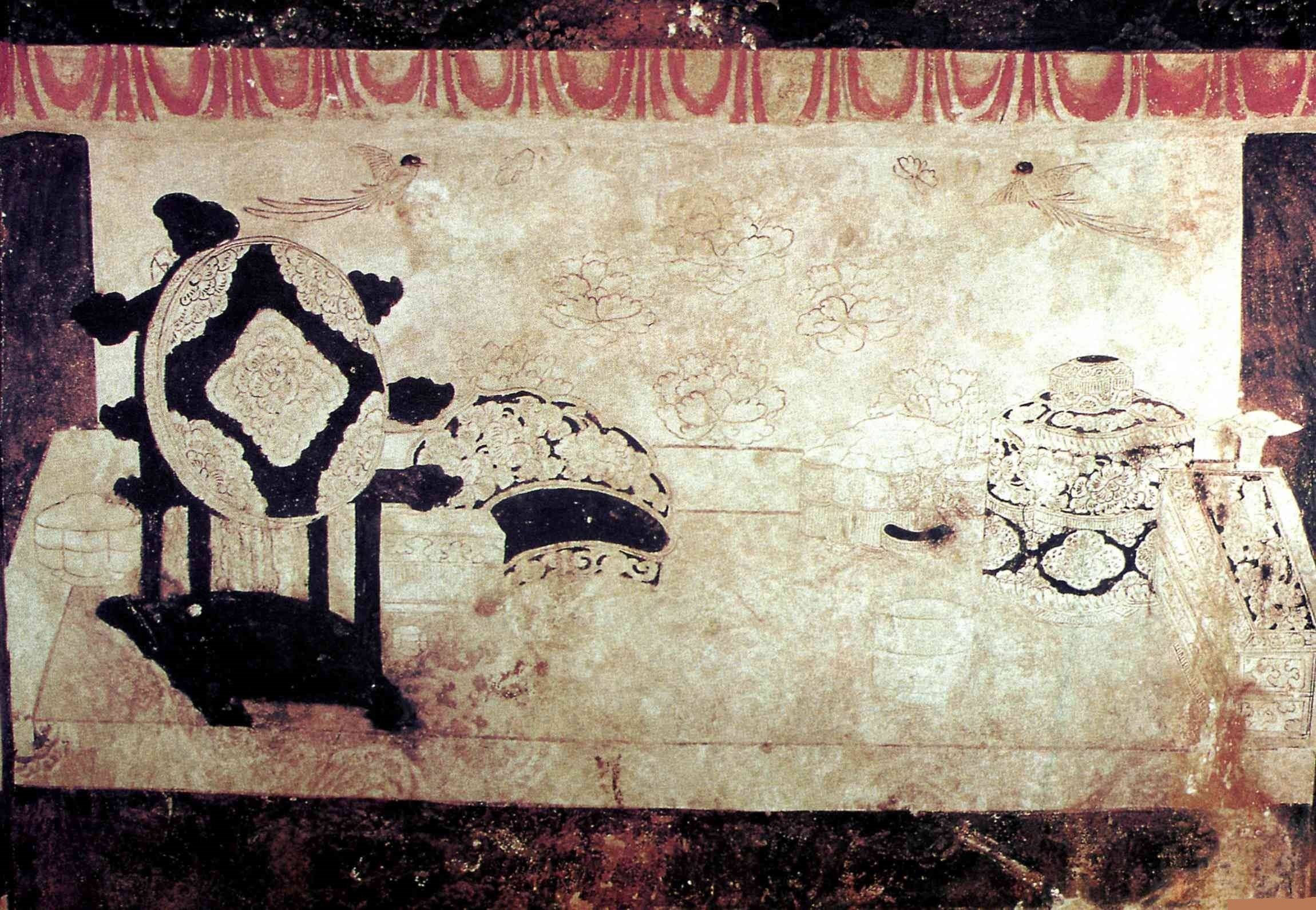

## 脚注
1. ↑  Brodie, Neil. . 3 November 2016  [28 December 2017]. （原始内容存档于2017-12-28）.
2. ↑  见 （页面存档备份，存于）；羯鼓或类似的日本羯鼓。
3. ↑  曾, p.87.
4. ↑  . Angela Falco Howard. New Haven: Yale University Press. 2006: 147. ISBN 0300100655. OCLC 51631315.